# Médaille du couronnement d'Élisabeth II
La médaille du couronnement d'Élisabeth II est une médaille commémorative qui a été instituée pour célébrer le couronnement d'Élisabeth II le 2 juin 1953.

## Remises
La médaille du couronnement d'Élisabeth II a été remise en tant que souvenir personnel de la part de la reine aux membres de la famille royale et à des officiers de l'État sélectionnés, des membres de la maison royale, des fonctionnaires, des maires, des militaires et des policiers au Royaume-Uni et dans ses colonies et dominions. Elle a également été décernée aux membres de l'expédition du mont Everest dont deux ont atteint le sommet quatre jours avant le couronnement. Elle a été frappée par la Royal Mint et remise immédiatement après la couronnement.
Jusqu'en 1977, pour les médailles de couronnement et de jubilé, la pratique voulait que les autorités du Royaume-Uni décident sur un nombre total de médailles à être produites, puis, les allouaient proportionnellement à chaque pays du Commonwealth ainsi qu'aux dépendances de la Couronne et ses autres possessions. Ensuite, la remise des médailles était à la discrétion des gouvernements de chaque territoire qui étaient libres de décider qui reçoit la médaille et pour quelle raison.
Un total de 129 051 médailles ont été décernées. Ce nombre inclut 11 561 à des Australiens et 12 500 à des Canadiens.

## Description
La médaille du couronnement d'Élisabeth II est un disque d'argent de 32 mm de diamètre. L'envers comprend une effigie de la reine Élisabeth II portant sa couronne, faisant face à droite et portant une cape d'hermine à haut collet ainsi que le collier de l'ordre de la Jarretière et l'insigne de l'ordre du Bain. Il n'y a rien sur le pourtour et aucune légende sur l'envers. De son côté, le revers comprend le monogramme royal « EIIR » surmonté d'une large couronne. Sur le pourtour du revers, il y a une légende : « QUEEN ELIZABETH II CROWNED 2nd JUNE 1953 ». La médaille a été conçue par Cecil Thomas (en).
Le ruban de la médaille a une largeur de 32 mm et est rouge foncé avec deux bandes blanches de 2 mm à chaque extrémité ainsi que deux bandes bleu foncé de 2 mm au centre espacées de 1,6 mm. Les femmes qui ont reçu cette médaille peuvent la porter sur leur épaule gauche avec le ruban attaché en forme de boucle.
Les médailles étaient remises sans inscriptions du nom des récipiendaires. Il y a une exception pour les 37 qui ont été remises aux membres de l'expédition du mont Everest qui portent l'inscription « MOUNT EVEREST EXPEDITION » sur le pourtour.

## Préséance par pays
Le tableau ci-dessous montre la préséance de la médaille du couronnement d'Élisabeth II pour certains pays.
| Pays             | Inférieure                                                                   | Supérieure                                                 |
| ---------------- | ---------------------------------------------------------------------------- | ---------------------------------------------------------- |
| Afrique du Sud   | Tshumelo Ikatelaho (en)                                                      | Médaille de l'indépendance (Transkei) (en)                 |
| Australie        | Médaille du couronnement de George VI (en)                                   | Médaille du jubilé d'argent d'Élisabeth II                 |
| Ceylan           | Médailles de 50e anniversaire (Armée (en), Marine (en), Force aérienne (en)) | Médaille de long service des Services armés de Ceylan (en) |
| Nouvelle-Zélande | Médaille du couronnement de George VI (en)                                   | Médaille du jubilé d'argent d'Élisabeth II                 |
| Royaume-Uni      | Médaille du couronnement de George VI (en)                                   | Médaille du jubilé d'argent d'Élisabeth II                 |